# Ergebnisse der Kommunalwahlen in Plauen
In den folgenden Tabellen werden die Ergebnisse der Kommunalwahlen in Plauen aufgelistet. Es werden im ersten Teil die Ergebnisse der Stadtratswahlen ab 1990 angegeben. Im zweiten Teil stehen die Ortschaftsratswahlergebnisse ab 1999. Bei eingemeindeten Ortsteilen werden jeweils zum Vergleich die Ergebnisse zu den letzten Gemeinderatswahlen 1994 angegeben.

## Stadtratswahlen
Ergebnisse der Wahlen zum Stadtrat der Stadt Plauen:
| Parteien und Wählergemeinschaften | Parteien und Wählergemeinschaften           | 2024 | 2024  | 2019 | 2019  | 2014 | 2014  | 2009 | 2009  | 2004 | 2004  | 1999 | 1999  | 1994 | 1994  | 1990 | 1990  |
| Parteien und Wählergemeinschaften | Parteien und Wählergemeinschaften           | %    | Sitze | %    | Sitze | %    | Sitze | %    | Sitze | %    | Sitze | %    | Sitze | %    | Sitze | %    | Sitze |
| AfD                               | Alternative für Deutschland                 | 28,1 | 12    | 20,0 | 9     | --   | --    | --   | --    | --   | --    | --   | --    | --   | --    | --   | --    |
| CDU                               | Christlich Demokratische Union Deutschlands | 25,8 | 11    | 23,7 | 11    | 35,4 | 16    | 27,9 | 12    | 33,3 | 17    | 36,4 | 18    | 35,9 | 19    | 34,4 | 24    |
| BSW                               | Bündnis Sahra Wagenknecht                   | 13,3 | 5     | --   | --    | --   | --    | --   | --    | --   | --    | --   | --    | --   | --    | --   | --    |
| SPD                               | Sozialdemokratische Partei Deutschlands     | 9,3  | 4     | 14,0 | 6     | 19,0 | 8     | 17,2 | 8     | 15,3 | 7     | 23,6 | 12    | 22,5 | 12    | 20,9 | 15    |
| FDP                               | Freie Demokratische Partei                  | 5,0  | 2     | 9,9  | 4     | 7,3  | 3     | 17,0 | 7     | 13,1 | 5     | 6,1  | 3     | 8,5  | 3     | 8,3  | 6     |
| Die Linke                         | Die Linke                                   | 4,9  | 2     | 14,6 | 6     | 20,4 | 9     | 23,3 | 10    | 28,4 | 14    | 21,9 | 11    | 15,5 | 8     | 9,5  | 7     |
| IP                                | Initiative Plauen                           | 4,8  | 2     | 5,4  | 2     | 5,8  | 2     | 3,8  | 1     | --   | --    | --   | --    | --   | --    | --   | --    |
| WV                                | Wählervereinigungen                         | 4,7  | 2     | --   | --    | --   | --    | --   | --    | --   | --    | 3,1  | 1     | 7,1  | 1     | 4,9  | 3     |
| B’90/Grüne                        | Bündnis 90/Die Grünen                       | 4,2  | 2     | 8,6  | 3     | 5,9  | 2     | 6,6  | 3     | 4,5  | 2     | 4,6  | 2     | 10,3 | 5     | 3,4  | 2     |
| III. Weg                          | Der III. Weg                                | --   | --    | 3,8  | 1     | --   | --    | --   | --    | --   | --    | --   | --    | --   | --    | --   | --    |
| NPD                               | Nationaldemokratische Partei Deutschlands   | --   | --    | --   | --    | 4,6  | 2     | 2,9  | 1     | --   | --    | --   | --    | --   | --    | --   | --    |
| Piraten                           | Piratenpartei Deutschland                   | --   | --    | --   | --    | 1,6  | 0     | --   | --    | --   | --    | --   | --    | --   | --    | --   | --    |
| DSU                               | Deutsche Soziale Union                      | --   | --    | --   | --    | --   | --    | 1,1  | 0     | 3,9  | 2     | 3,6  | 1     | 0,2  | 0     | 8,4  | 6     |
| Forum                             | Neues Forum                                 | --   | --    | --   | --    | --   | --    | --   | --    | --   | --    | --   | --    | --   | --    | 8,3  | 6     |
| Sonstige                          | Sonstige                                    | --   | --    | --   | --    | --   | --    | 0,2  | 0     | 1,5  | --    | 0,7  | 0     | --   | --    | 2,2  | 1     |
| Gesamt                            | Gesamt                                      | 100  | 42    | 100  | 42    | 100  | 42    | 100  | 42    | 100  | 48    | 100  | 48    | 100  | 48    | 100  | 70    |
| Wahlbeteiligung in %              | Wahlbeteiligung in %                        | 60,7 | 60,7  | 58,2 | 58,2  | 44,4 | 44,4  | 38,1 | 38,1  | 36,1 | 36,1  | 47,9 | 47,9  | 65,1 | 65,1  | 75,7 | 75,7  |

1. ↑   1990 als CDU
2. ↑   1990 als SPD
3. ↑   1990 als B.F.D.
4. ↑   Bis einschließlich 2004 PDS
5. ↑   1990 = BI Plauen, Gruppe der 20; 1994 und 1999 FWP = Freie Wähler Plauen; 2024 = Plauener Liste
6. ↑   1990 als Grüne Partei
7. ↑   1990 = KB: 0,7 % und 1 Sitz

## Ortschaftsratswahlen

### Großfriesen
Ergebnisse der Wahlen zum Ortschaftsrat in Großfriesen:
| Parteien und Wählergemeinschaften | Parteien und Wählergemeinschaften           | 2024 | 2024  | 2019 | 2019  | 2014 | 2014  | 2009 | 2009  | 2004 | 2004  | 1999 | 1999  | 1994 | 1994  |
| Parteien und Wählergemeinschaften | Parteien und Wählergemeinschaften           | %    | Sitze | %    | Sitze | %    | Sitze | %    | Sitze | %    | Sitze | %    | Sitze | %    | Sitze |
| FWG                               | Freie Wählergemeinschaft Großfriesen        | 66,9 | 6     | 58,9 | 5     | 45,2 | 4     | 48,6 | 4     | 84,8 | 8     | 100  | 9     | 13,3 | 1     |
| CDU                               | Christlich Demokratische Union Deutschlands | 33,1 | 3     | 41,1 | 3     | 42,9 | 2     | 51,4 | 3     | 15,2 | 1     | --   | --    | --   | --    |
| B’90/Grüne                        | Bündnis 90/Die Grünen                       | --   | --    | --   | --    | 12,0 | 1     | --   | --    | --   | --    | --   | --    | --   | --    |
| FBV G                             | Freie Bürgervereinigung Großfriesen         | --   | --    | --   | --    | --   | --    | --   | --    | --   | --    | --   | --    | 71,5 | 8     |
| EIG                               | VfB Elektronik Großfriesen                  | --   | --    | --   | --    | --   | --    | --   | --    | --   | --    | --   | --    | 15,2 | 1     |
| Gesamt                            | Gesamt                                      | 100  | 9     | 100  | 8     | 100  | 7     | 100  | 7     | 100  | 9     | 100  | 9     | 100  | 10    |
| Wahlbeteiligung in %              | Wahlbeteiligung in %                        | 78,6 | 78,6  | 73,0 | 73,0  | 58,2 | 58,2  | 47,3 | 47,3  | 43,0 | 43,0  | 53,5 | 53,5  | 83,6 | 83,6  |

1. ↑  1994 fand die letzte Wahl zum Gemeinderat der damals noch selbstständigen Gemeinde statt.
2. ↑  1994 Freie Wählervereinigung Großfriesen (FWV G)
3. ↑  1999 trat nur die FWG zur Wahl an.

### Jößnitz
Ergebnisse der Wahlen zum Ortschaftsrat in Jößnitz:
| Parteien und Wählergemeinschaften | Parteien und Wählergemeinschaften           | 2024 | 2024  | 2019 | 2019  | 2014 | 2014  | 2009 | 2009  | 2004 | 2004  | 1999 | 1999  | 1994 | 1994  |
| Parteien und Wählergemeinschaften | Parteien und Wählergemeinschaften           | %    | Sitze | %    | Sitze | %    | Sitze | %    | Sitze | %    | Sitze | %    | Sitze | %    | Sitze |
| CDU                               | Christlich Demokratische Union Deutschlands | 34,8 | 3     | 40,8 | 3     | 42,1 | 3     | 18,2 | 2     | 17,1 | 2     | 24,5 | 3     | 12,8 | 1     |
| WfJ                               | Wir für Jößnitz                             | 22,3 | 2     | --   | --    | --   | --    | --   | --    | --   | --    | --   | --    | --   | --    |
| SG J e.V.                         | Sportgemeinschaft Jößnitz e. V.             | 22,0 | 2     | 42,1 | 4     | 27,1 | 3     | 19,5 | 2     | 21,0 | 2     | 13,1 | 1     | 10,2 | 1     |
| AfD                               | Alternative für Deutschland                 | 18,1 | 1     | --   | --    | --   | --    | --   | --    | --   | --    | --   | --    | --   | --    |
| FDP                               | Freie Demokratische Partei                  | 2,8  | 0     | 17,1 | 1     | 17,2 | 1     | 26,3 | 3     | 21,4 | 2     | 19,1 | 2     | 44,8 | 5     |
| Linke                             | Die Linke                                   | --   | --    | --   | --    | 13,7 | 1     | 21,8 | 2     | 22,5 | 2     | 18,1 | 2     | 14,4 | 1     |
| FVSJ                              | Förderverein Schloß Jößnitz e. V.           | --   | --    | --   | --    | --   | --    | 8,5  | 0     | 11,1 | 1     | 15,0 | 1     | 9,7  | 1     |
| DSU                               | Deutsche Soziale Union                      | --   | --    | --   | --    | --   | --    | 5,7  | 0     | 6,9  | 0     | 10,1 | 1     | 8,1  | 1     |
| Gesamt                            | Gesamt                                      | 100  | 8     | 100  | 8     | 100  | 8     | 100  | 9     | 100  | 9     | 99,9 | 9     | 100  | 10    |
| Wahlbeteiligung in %              | Wahlbeteiligung in %                        | 72,6 | 72,6  | 69,1 | 69,1  | 54,8 | 54,8  | 48,7 | 48,7  | 46,4 | 46,4  | 54,2 | 54,2  | 75,3 | 75,3  |

1. ↑  1994 fand die letzte Wahl zum Gemeinderat der damals noch selbstständigen Gemeinde statt.
2. ↑   Bis 2004 als Partei des Demokratischen Sozialismus (PDS).
3. ↑  Die restlichen Stimmen zu 100 % entfielen auf einen Einzelbewerber.

### Kauschwitz
Ergebnisse der Wahlen zum Ortschaftsrat in Kauschwitz:
| Parteien und Wählergemeinschaften | Parteien und Wählergemeinschaften             | 2024 | 2024  | 2019 | 2019  | 2014 | 2014  | 2009 | 2009  | 2004 | 2004  | 1999 | 1999  | 1994 | 1994  |
| Parteien und Wählergemeinschaften | Parteien und Wählergemeinschaften             | %    | Sitze | %    | Sitze | %    | Sitze | %    | Sitze | %    | Sitze | %    | Sitze | %    | Sitze |
| WV K-Z                            | Freie Wählervereinigung Kauschwitz-Zwoschwitz | 100  | 5     | 100  | 5     | 100  | 5     | --   | --    | --   | --    | --   | --    | --   | --    |
| CDU                               | Christlich Demokratische Union Deutschlands   | --   | --    | --   | --    | --   | --    | 44,9 | 1     | 24,3 | 1     | --   | --    | 19,2 | 2     |
| FWV K                             | Feuerwehrverein Kauschwitz e.V.               | --   | --    | --   | --    | --   | --    | 42,6 | 2     | 47,3 | 3     | --   | --    | --   | --    |
| GRÜNE                             | Bündnis 90/Die Grünen                         | --   | --    | --   | --    | --   | --    | 12,5 | 0     | --   | --    | --   | --    | 4,0  | 0     |
| WV K                              | Freie Wählervereinigung Kauschwitz            | --   | --    | --   | --    | --   | --    | --   | --    | 28,3 | 1     | 100  | 6     | 31,3 | 3     |
| PDS                               | Partei des Demokratischen Sozialismus         | --   | --    | --   | --    | --   | --    | --   | --    | --   | --    | --   | --    | 9,4  | 1     |
| UWG S                             | Unabhängige Wählergemeinschaft OT Schöpsdrehe | --   | --    | --   | --    | --   | --    | --   | --    | --   | --    | --   | --    | 11,1 | 1     |
| WG Z                              | Wählergemeinschaft Zwoschwitz                 | --   | --    | --   | --    | --   | --    | --   | --    | --   | --    | --   | --    | 9,8  | 1     |
| F.D.P.                            | Freie Demokratische Partei                    | --   | --    | --   | --    | --   | --    | --   | --    | --   | --    | --   | --    | 7,9  | 0     |
| AfW K                             | Aktion freier Wähler Kauschwitz               | --   | --    | --   | --    | --   | --    | --   | --    | --   | --    | --   | --    | 7,4  | 0     |
| Gesamt                            | Gesamt                                        | 100  | 5     | 100  | 5     | 100  | 5     | 100  | 3     | 100  | 5     | 100  | 6     | 100  | 8     |
| Wahlbeteiligung in %              | Wahlbeteiligung in %                          | 67,2 | 67,2  | 62,8 | 62,8  | 57,7 | 57,7  | 44,4 | 44,4  | 44,6 | 44,6  | 57,5 | 57,5  | 76,1 | 76,1  |

1. ↑  1994 fand die letzte Wahl zum Gemeinderat der damals noch selbstständigen Gemeinde statt.
2. ↑  2024 trat nur die WV K-Z zur Wahl an.
3. ↑  2019 trat nur die WV K-Z zur Wahl an.
4. ↑  2014 trat nur die WV K-Z zur Wahl an.
5. ↑  1999 trat nur die WV K zur Wahl an.

### Neundorf
Ergebnisse der Wahlen zum Ortschaftsrat in Neundorf:
| Parteien und Wählergemeinschaften | Parteien und Wählergemeinschaften           | 2024 | 2024  | 2019 | 2019  | 2014 | 2014  | 2009 | 2009  | 2004 | 2004  | 1999 | 1999  | 1994 | 1994  |
| Parteien und Wählergemeinschaften | Parteien und Wählergemeinschaften           | %    | Sitze | %    | Sitze | %    | Sitze | %    | Sitze | %    | Sitze | %    | Sitze | %    | Sitze |
| BI N                              | Bürgerinitiative Neundorf                   | 93,5 | 7     | 87,5 | 7     | 82,0 | 6     | 70,6 | 6     | 67,2 | 5     | 67,8 | 7     | 74,2 | 10    |
| CDU                               | Christlich Demokratische Union Deutschlands | 6,5  | 0     | 12,5 | 0     | 18,0 | 1     | 20,8 | 1     | 20,3 | 1     | 26,8 | 2     | 9,0  | 1     |
| FDP                               | Freie Demokratische Partei                  | --   | --    | --   | --    | --   | --    | 8,7  | 0     | 12,5 | 1     | 5,4  | 0     | 2,6  | 0     |
| SPD                               | Sozialdemokratische Partei Deutschlands     | --   | --    | --   | --    | --   | --    | --   | --    | --   | --    | --   | --    | 10,5 | 1     |
| WG K                              | Wählergemeinschaft Kobitzschwalde           | --   | --    | --   | --    | --   | --    | --   | --    | --   | --    | --   | --    | 3,8  | 0     |
| Gesamt                            | Gesamt                                      | 100  | 7     | 100  | 7     | 100  | 7     | 100  | 7     | 100  | 7     | 100  | 9     | 100  | 12    |
| Wahlbeteiligung in %              | Wahlbeteiligung in %                        | 66,7 | 66,7  | 63,6 | 63,6  | 50,0 | 50,0  | 43,0 | 43,0  | 40,5 | 40,5  | 53,8 | 53,8  | 77,9 | 77,9  |

1. ↑  1994 fand die letzte Wahl zum Gemeinderat der damals noch selbstständigen Gemeinde statt.

### Oberlosa
Ergebnisse der Wahlen zum Ortschaftsrat in Oberlosa:
| Parteien und Wählergemeinschaften | Parteien und Wählergemeinschaften | 2024 | 2024  | 2019 | 2019  | 2014 | 2014  | 2009 | 2009  |
| Parteien und Wählergemeinschaften | Parteien und Wählergemeinschaften | %    | Sitze | %    | Sitze | %    | Sitze | %    | Sitze |
| FWV O                             | Freie Wählervereinigung Oberlosa  | 99,9 | 5     | 100  | 5     | --   | --    | --   | --    |
| BI O                              | Bürgerinitiative Oberlosa         | --   | --    | --   | --    | 100  | 5     | 100  | 5     |
| Gesamt                            | Gesamt                            | 100  | 5     | 100  | 5     | 100  | 5     | 100  | 5     |
| Wahlbeteiligung in %              | Wahlbeteiligung in %              | 74,6 | 74,6  | 70,1 | 70,1  | 57,6 | 57,6  | 46,9 | 46,9  |

1. ↑  Die restlichen Stimmen zu 100 % entfielen auf einen Einzelbewerber.

### Straßberg
Ergebnisse der Wahlen zum Ortschaftsrat in Straßberg:
| Parteien und Wählergemeinschaften | Parteien und Wählergemeinschaften           | 2024 | 2024  | 2019 | 2019  | 2014 | 2014  | 2009 | 2009  | 2004 | 2004  | 1999 | 1999  | 1994 | 1994  |
| Parteien und Wählergemeinschaften | Parteien und Wählergemeinschaften           | %    | Sitze | %    | Sitze | %    | Sitze | %    | Sitze | %    | Sitze | %    | Sitze | %    | Sitze |
| CDU                               | Christlich Demokratische Union Deutschlands | 55,6 | 3     | 48,1 | 3     | 70,3 | 4     | 60,8 | 2     | 46,8 | 2     | 17,9 | 1     | --   | --    |
| FWG                               | Freie Wählergemeinschaft Straßberg          | 37,9 | 2     | 35,8 | 1     | 25,3 | 1     | 39,2 | 2     | 53,2 | 3     | 82,1 | 7     | 99,8 | 8     |
| FDP                               | Freie Demokratische Partei                  | 6,5  | 0     | 8,7  | 0     | --   | --    | --   | --    | --   | --    | --   | --    | --   | --    |
| SPD                               | Sozialdemokratische Partei Deutschlands     | --   | --    | 7,4  | 0     | 4,4  | 0     | --   | --    | --   | --    | --   | --    | --   | --    |
| EV                                | Einzelbewerber                              | --   | --    | --   | --    | --   | --    | --   | --    | --   | --    | --   | --    | 0,2  | 0     |
| Gesamt                            | Gesamt                                      | 100  | 5     | 100  | 4     | 100  | 5     | 100  | 4     | 100  | 5     | 100  | 8     | 100  | 8     |
| Wahlbeteiligung in %              | Wahlbeteiligung in %                        | 80,2 | 80,2  | 78,2 | 78,2  | 62,9 | 62,9  | 48,4 | 48,4  | 50,3 | 50,3  | 59,0 | 59,0  | 76,6 | 76,6  |

1. ↑  1994 fand die letzte Wahl zum Gemeinderat der damals noch selbstständigen Gemeinde statt.
2. ↑  bis inkl. 2004 „Freie Wählervereinigung Straßberg“ (FWV)